# Alt alemany antic
L'alt alemany antic (Althochdeutsch) és la designació global de tots aquells idiomes germànics que presentin, en major o menor mesura, participació en la segona mutació consonàntica. Contra el que de vegades es diu, no és pas la fase més primerenca de la llengua alemanya, ja que no és un terme que designi una llengua estandarditzada, ni tan sols unificada, i els idiomes que el constitueixen, a més a més, presenten una fortíssima i ràpida evolució fonètico-fonològica entre l'inici de la transmissió escrita i el 1075, de manera que ni tan sols es pot parlar d'una única forma estable per a cadascun dels idiomes constitutius del diasistema alt-alemany antic. Davant aquest fet, i moguts per una necessitat pràctica, a l'Alemanya del segle xix, hom va triar la llengua de la traducció al fràncic oriental del Diatèssaron de Tacià el Siríac per a convertir-la en la base referencial de les gramàtiques i els diccionaris. Els lemmes dels diccionaris d'alemany antic, de llavors ençà, estan escrits d'acord amb l'ortografia del Tacià. Hom distingeix dos períodes per a aquest conjunt diasistemàtic: el període preliterari i el període literari. El període preliterari està constituït per un conjunt d'inscripcions rúniques, material onomàstic i glosses incloses dins textos llatins i abasta, sobretot, els segles vi i vii. El període literari s'inicia a la segona meitat del segle viii i arriba, seguns uns, fins al 1050 i, segons d'altres, fins al 1075. El primer llibre escrit en un idioma d'aquest conjunt diasistemàtic, és l'Abrogans, un diccionari llatí-bavarès -o si es vol, un diccionari de sinònims llatí amb llurs equivalents bavaresos- redactat entre el 765 i el 770 a Fresing.
La principal diferència entre l'alt alemany antic i la resta d'idiomes germànics pertanyents al germànic meridional és la segona mutació consonàntica o Zweite Lautverschiebung, en alemany, un terme encunyat per Jacob Grimm. Cal recordar, emperò, que, l'aplicació al germànic dels resultats de la reconstrucció ejectivista de l'indoeuropeu, va portar, en els anys 90 del segle passat, a posar en dubte l'existència d'aquesta segona mutació consonàntica, construint-se una teoria explicativa alternativa (cf. les propostes de Theo Vennemann en aquest sentit). Aquest fet indica que intentar fixar una data orientativa del sorgiment de la segona mutació consonàntica és un fet extremadament arriscat, i, en tot cas, massa especulatiu per intentar-lo. La filologia alemanya del segle xix solia situar l'origen de la segona mutació consonàntica entre la fi del segle v i l'inici del VI; per això el començament de l'alt alemany es fixava orientativament al voltant de l'any 500. Si acceptem les tesis tradicionals i no les postulades arran de l'aplicació de la teoria ejectivista al germànic, el resultat de la segona mutació consonàntica és que el sistema consonàntic alemany va passar a ser diferent del de la resta de llengües germàniques meridionals (p.e., l'anglès i el baix alemany. Gramaticalment, no obstant això, l'alt alemany antic va romandre relativament similar a l'anglès antic i al baix-alemany antic.
Cap a mitjan segle xi, les diferents vocals de les síl·labes àtones s'havien anat reduint a <e> en vastes zones del territori d'aquest conjunt diasistemàtic d'idiomes. Atès que les vocals plenes de vegades eren les portadores de les terminacions gramaticals en els substantius i verbs, la seva pèrdua va comportar una radical simplificació de la morfologia flexional del diasistema de l'alt alemany antic i, de retruc, una reestructuració de la seva sintaxi. Per aquestes raons, el 1050 o el 1075 és vist com el principi del període de l'alt alemany mitjà. La data de 1075 és la més acceptada en el si de la filologia alemanya, ja que permet incloure en aquest període la llengua de les obres de Williram d'Ebersberg i d'Otloh de Sankt Emmeram. El període que va del 1050 o el 1075 al 1170 és un període de transició conegut amb el nom de Frühmittelhochdeutsch o alt-alemany mitjà primerenc, i és un període en el qual s'hi escriuen sobretot textos de contingut religiós (poemes religiosos i sermons), encara que no pas únicament (König Rother, Graf Rudolf, etc.).
Exemple de reducció de vocals en síl·labes àtones: 
| alt alemany antic | alt alemany mitjà | alt-alemany modern | anglès |
| mahhôn            | machen            | machen             | make   |
| tage (Dat. sg.)   | tage              | Tage               | day    |
| tagu (Instr. sg.) | tage              | Tage               | day    |
| taga (Nom. pl.)   | tage              | Tage               | days   |
| tagâ (Ac. pl.)    | tage              | Tage               | days   |
| tago (Gen. pl.)   | tage              | Tage               | days   |
| demu, demo        | dem[e]            | dem                | to the |

(com podem comprovar a partir del paradigma del mot tag ‘dia’, a la terminació -e de l'alt-alemany modern Tag-e li'n corresponen cinc de ben diferenciades en alt-alemany antic. L'evolució fonètica va fer que les desinències de l'alt-alemany antic de datiu singular, instrumental singular, nominatiu plural, acusatiu plural i genitiu plural es confonguessin, al final del període, en una de sola.)